# Wipe the Windows, Check the Oil, Dollar Gas
Wipe the Windows, Check the Oil, Dollar Gas è un doppio album discografico dal vivo della The Allman Brothers Band, pubblicato dall'etichetta discografica Capricorn Records nel novembre del 1976.

## Tracce
Lato A
1. Introduction by Bill Graham – 1:03
2. Wasted Words – 5:10 (Gregory L. Allman) – Registrato dal vivo il 26 novembre 1973 al Winterland di San Francisco, California
3. Southbound – 6:08 (Richard Betts) – Registrato dal vivo il 26 novembre 1973 al Winterland di San Francisco, California
4. Ramblin' Man – 7:06 (Richard Betts) – Registrato dal vivo il 26 novembre 1973 al Winterland di San Francisco, California

Durata totale: 19:27
Lato B
1. In Memory of Elizabeth Reed – 17:21 (Richard Betts) – Registrato dal vivo il 26 novembre 1973 al Winterland di San Francisco, California

Durata totale: 17:21
Lato C
1. Ain't Wastin' Time No More – 5:40 (Gregory L. Allman) – Registrato dal vivo il 31 dicembre 1972 al The Warehouse di New Orleans, Louisiana
2. Come and Go Blues – 5:05 (Gregory L. Allman) – Registrato dal vivo il 28 luglio 1973 a Watkins Glen, New York
3. Can't Lose What You Never Had – 6:41 (McKinley Morganfield) – Registrato dal vivo il 22 ottobre 1975 al Bakersfield Civic Auditorium di Bakersfield, California

Durata totale: 17:26
Lato D
1. Don't Want You No More – 2:47 (Spencer Davis, Edward Hardin) – Registrato dal vivo il 22 ottobre 1975 al Bakersfield Civic Auditorium di Bakersfield, California
2. It's Not My Cross to Bear – 5:21 (Gregory L. Allman) – Registrato dal vivo il 22 ottobre 1975 al Bakersfield Civic Auditorium di Bakersfield, California
3. Jessica – 9:09 (Richard Betts) – Registrato dal vivo il 24 ottobre 1975 al Oakland Coliseum di Oakland, California

Durata totale: 17:17

## Formazione
- Gregg Allman - organo, clavinet, chitarra, voce
- Richard Betts - chitarra solista, chitarra slide, voce
- Jaimoe - batteria, percussioni
- Butch Trucks - batteria, timpani, percussioni
- Chuck Leavell  - pianoforte, pianoforte elettrico, accompagnamento vocale
- Lamar Williams - basso elettrico